# ケヴィン・ランキン
ケヴィン・ランキン（Kevin Rankin,  1976年4月16日 - ）は、アメリカ合衆国の俳優である。

## 来歴
1976年、ルイジアナ州バトンルージュに生まれる。1997年に『The Apostle』で映画デビュー。1999年には『エスケープ・フロム・タウン/どこか遠くへ』へ出演し、その後もテレビドラマと映画の両方でキャリアを積んでいる。近年では、マシュー・マコノヒーがアカデミー主演男優賞を受賞した『ダラス・バイヤーズクラブ』、ジェームズ・フランコ主演の『猿の惑星: 新世紀』などの話題作へも出演。また、ブライアン・クランストン主演のテレビドラマシリーズ『ブレイキング・バッド』への出演で、他のキャストらと共に2014年の全米映画俳優組合賞アンサンブル賞を受賞した

### 私生活
女優として活動するジル・ファーレイと2010年に結婚している。

## 出演作品

### 映画
- The Apostle (1997)
- エスケープ・フロム・タウン/どこか遠くへ Clean and Narrow (1999)
- After Diff'rent Strokes: When the Laughter Stopped (2000)
- Carman: The Champion (2001)
- ハルク Hulk (2003)
- Heads N TailZ (2005)
- 1% (2008)
- Last of the Ninth (2009)
- The Odds (2010)
- Friendship! (2010)
- The Chaperone (2011)
- Congratulations (2012)
- ホワイトハウス・ダウン White House Down (2013)
- スティーラーズ Pawn Shop Chronicles (2013)
- ダラス・バイヤーズクラブ Dallas Buyers Club (2013)
- 猿の惑星: 新世紀 Dawn of the Planet of the Apes (2014)
- わたしに会うまでの1600キロ Wild (2014)
- スカイスクレイパー Skyscraper (2018)
- エルカミーノ: ブレイキング・バッド THE MOVIE　El Camino: A Breaking Bad Movie (2019)

### テレビドラマ
- バフィー 〜恋する十字架〜 Buffy the Vampire Slayer (2000)
- スピン・シティ Spin City (2001)
- Undeclared (2001, 2003)
- Philly (2002)
- NYPDブルー NYPD Blue (2002)
- ゴッサム・シティ・エンジェル Birds of Prey (2002)
- My Guide to Becoming a Rock Star (2002)
- All About the Andersons (2003)
- The O.C. The O.C. (2004)
- WITHOUT A TRACE/FBI 失踪者を追え! Without a Trace (2005)
- シックス・フィート・アンダー Six Feet Under (2005)
- BONES Bones (2006)
- Friday Night Lights (2006 - 2008)
- CSI:科学捜査班 CSI: Crime Scene Investigation (2007)
- グレイズ・アナトミー 恋の解剖学 Grey's Anatomy (2007)
- State of Mind (2007)
- バイオニック・ウーマン Bionic Woman (2007)
- ロー&オーダー Law & Order (2008)
- NCIS 〜ネイビー犯罪捜査班 NCIS: Naval Criminal Investigative Service (2008)
- マイネーム・イズ・アール My Name Is Earl (2008)
- クローザー The Closer (2008)
- LOST Lost (2009)
- ザ・プロテクター/狙われる証人たち In Plain Sight (2009)
- Trauma (2009 - 2010)
- メンタリスト The Mentalist (2010)
- ライ・トゥ・ミー 嘘は真実を語る Lie to Me (2011)
- ビッグ・ラヴ Big Love (2011)
- JUSTIFIED 俺の正義 Justified (2010 - 2012)
- アンフォゲッタブル 完全記憶捜査 Unforgettable (2011 - 2012)
- ブレイキング・バッド Breaking Bad (2012 - 2013)
- ニュースルーム The Newsroom (2014)
- Gracepoint (2014)
- LUCIFER/ルシファー (2016)